# マヘシュ・ガウリ
マヘシュ・ガウリ（Mahesh Gawli, 1980年1月23日 - ）は、インドの元サッカー選手。ゴア州出身。現役時代のポジションはディフェンダー。

## 所属クラブ
- チャーチル・ブラザーズ　2000-2003
- イースト・ベンガル　2003-2005
- マヒンドラ・ユナイテッド　2005-2006
- デンポ　2007-2015